# Picumnus varzeae
Picumnus varzeae là một loài chim trong họ Picidae.